# Pletysmograf

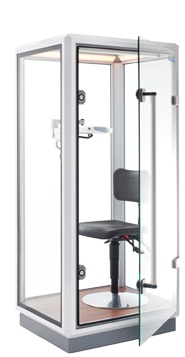
En pletysmograf.

En pletysmograf är ett instrument för bestämning av en kroppsdels volymförändring. Den kan exempelvis användas för bestämning av lungvolym. Den används främst vid diagnostik av restriktiva lungsjukdomar.